# Sphaerospora simplex
Sphaerospora simplex is een microscopische parasiet uit de familie Sphaerosporidae. Sphaerospora simplex werd in 1984 beschreven door Kovaljova & Zubchenko. 